# İstanbul Kız Lisesi

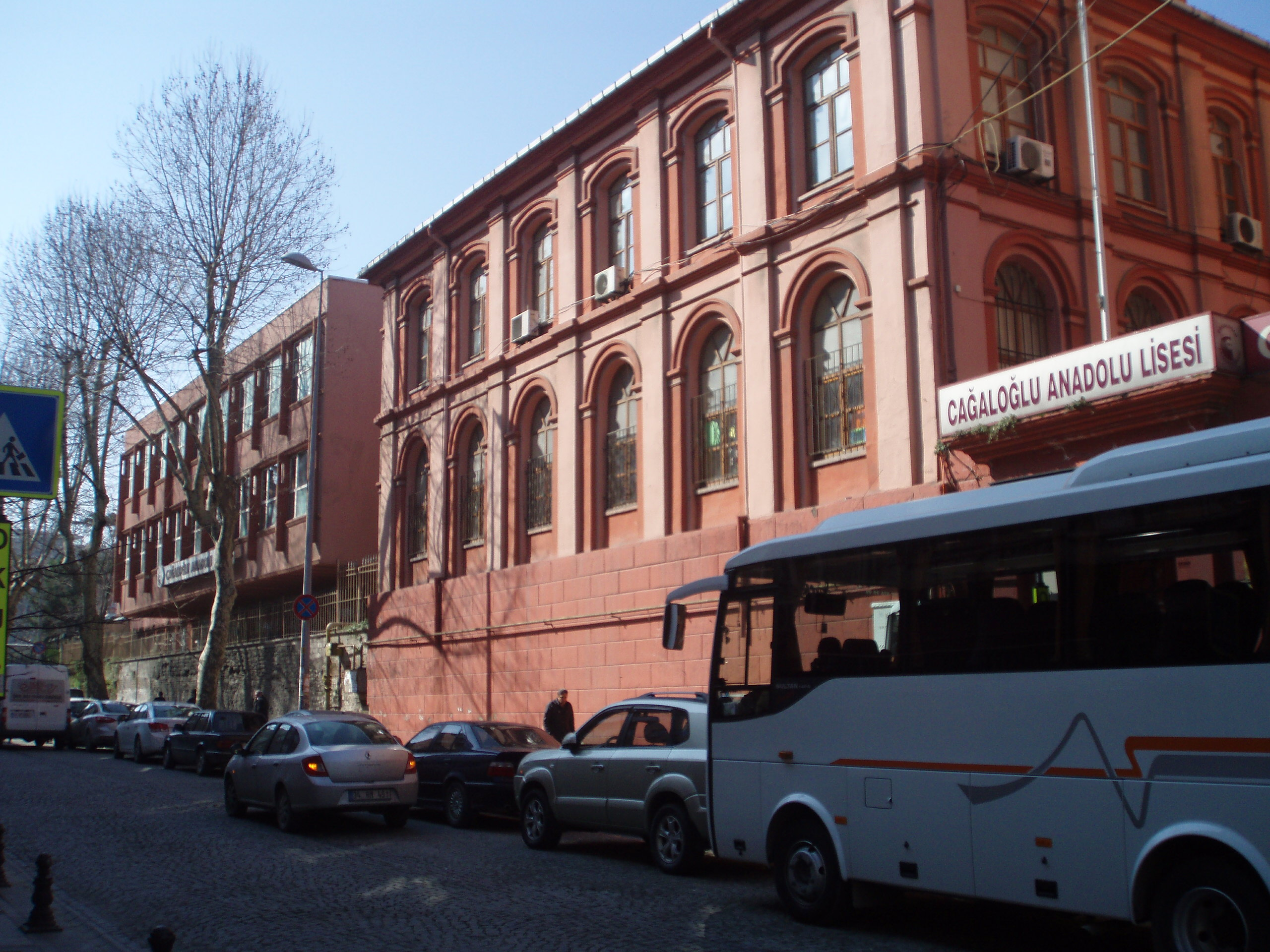
Istanbul Girls' High School, today Cağaloğlu Anadolu Lisesi.

İstanbul Kız Lisesi var en gymnasieskola i Istanbul i Turkiet, grundad 1850. Det var en första statliga flickskolan i Osmanska riket. Skolan grundades av Bezmiâlem Sultan. Den var verksam fram till 1988. 